# قائمة رؤساء مجلس النواب اليمني
رئيس مجلس النواب هو رئيس السلطة التشريعية في الجمهورية اليمنية. فيما يلي قائمة بأصحاب المناصب:

## رؤساء المجلس
| م | الاسم                   | بداية الفترة   | نهاية الفترة   | ملاحظات |
| - | ----------------------- | -------------- | -------------- | ------- |
| 1 | ياسين سعيد نعمان        | 22 مايو 1990   | 15 يونيو 1993  | [ 1 ]   |
| 2 | عبد الله بن حسين الأحمر | 15 يونيو 1993  | 28 ديسمبر 2007 | [ 2 ]   |
| 3 | يحيى علي الراعي         | 11 فبراير 2008 | 13 ابريل 2019  | [ 3 ]   |
| 4 | سلطان سعيد البركاني     | 13 ابريل 2019  | شاغل المنصب    | [ 4 ]   |

## رؤساء الهيئة التشريعية للجمهورية العربية اليمنية (1969 - 1990)
| م                   | الاسم                      | بداية الفترة  | نهاية الفترة  | ملاحظات       |
| المجلس الوطني       | المجلس الوطني              | المجلس الوطني | المجلس الوطني | المجلس الوطني |
| ------------------- | -------------------------- | ------------- | ------------- | ------------- |
| 1                   | عبد الله بن حسين الأحمر    | 1969          | 1971          | [ 1 ]         |
| مجلس الشورى         |                            |               |               |               |
| (1)                 | عبد الله بن حسين الأحمر    | 1971          | 1975          | [ 1 ]         |
| مجلس الشعب التأسيسي |                            |               |               |               |
| 2                   | عبد الكريم عبد الله العرشي | 1978          | 1988          | [ 1 ]         |
| مجلس الشورى         |                            |               |               |               |
| (2)                 | عبد الكريم عبد الله العرشي | 1988          | 22 مايو 1990  | [ 1 ]         |

## رؤساء الهيئة التشريعية لجمهورية اليمن الديمقراطية الشعبية (1970 - 1990)
| م                 | الاسم                    | بداية الفترة      | نهاية الفترة      | ملاحظات           |
| مجلس الشعب الأعلى | مجلس الشعب الأعلى        | مجلس الشعب الأعلى | مجلس الشعب الأعلى | مجلس الشعب الأعلى |
| ----------------- | ------------------------ | ----------------- | ----------------- | ----------------- |
| 1                 | عبدالفتاح إسماعيل الجوفي | 1970              | 21 أبريل 1980     |                   |
| 2                 | علي ناصر محمد            | 21 أبريل 1980     | 24 يناير 1986     | [ 5 ]             |
| 3                 | حيدر أبوبكر العطاس       | 24 يناير 1986     | 22 مايو 1990      | [ 5 ]             |